# Francesco Abaco
Francesco Abaco, o anche da l'Abacho, dall'Abacco, Abacco (Bologna, ... – XV secolo), è stato un architetto italiano.
Architetto molto attivo a Bologna nella seconda metà del XV secolo, fu un perito in computi tecnici e si occupò dei calcoli per la realizzazione di numerosi edifici in città a fianco di altri architetti. Fu assistente dell'architetto comasco Giovanni di Pietro per la cappella Guidotti della chiesa di San Domenico. A lui sono legati anche i rifacimenti del monastero di San Michele in Bosco e del palazzo del podestà, la chiesa della Madonna di Galliera, oltre che numerosi altri edifici in parte non sopravvissuti.